# Eisenach
Eisenach er en by i den tyske delstat Thüringen. Byen har omkring 42.000 indbyggere og ligger omkring 40 kilometer vest for Erfurt.
Martin Luther brugte 1521-22 på slottet Wartburg med at oversætte det Ny Testamente til tysk. I byen virkede barokkomponisterne Johann Pachelbel, Johann Christoph Bach (ligesom broderen Johann Sebastian Bach født i byen) og Georg Philipp Telemann som organister eller hofkapelmestre i 1600- og 1700-tallet.
Eisenach var en del af Wartburgkreis indtil 31. december 1997, hvorefter den blev en købstadskommune (tysk Kreisfrei). Kommunen er igen en del af Wartburgkreis fra 1. januar 2022.

## Bilproduktion
Byen har lang tradition for fremstilling af biler. Der blev grundlagt en bilfabrik i 1899, der i 1920'erne bl.a. fremstillede modellen DIXI. Fabrikken blev i 1928 blev overtaget af BMW, der fortsatte produktionen af Dixi-modellerne. Efter krigen blev fabrikken konfiskeret og produktionen af BMW fortsatte under sovjetisk ejerskab, og senere under DDR's ejerskab som EMW (Eisenacher Motorenwerk). (Som en kuriositet kan nævnes at kriminalassistent Gunvald Larsson kørte en EMW i Sjöwall & Wahlöös politiromaner) I begyndelsen af 1950'erne blev fabrikken omdøbt til Automobilwerke Eisenach (AWE), der opgav EMW-mærket og nu solgte bilerne under mærket Wartburg, opkaldt efter slottet i Eisenach. Efter den tyske genforening blev produktionen af Wartburg opgivet i 1991, og fabrikken blev overtaget af Opel. I 1992 kom BMW tilbage til Eisenach med en fabrik for fremstilling af produktionsværktøj.

## Kendte personer fra Eisenach
- Johann Sebastian Bach
- Johann Christoph Bach
- Georg Philipp Telemann
- Johann Pachelbel
- Martin Luther